# European Depositary Receipt
Ein European Depositary Receipt (EDR) ist ein Hinterlegungsschein für Aktien, der auf Euro lautet. Er ist ähnlich dem American Depositary Receipt.

## Hintergründe
Um Aktien, die im Ausland nicht zugelassen sind, in diesem handelbar zu machen, werden von Investmentbanken Zertifikate in diesen Ländern emittiert, die die zugrundeliegende Aktie (den Basiswert) in einer bestimmten Menge abbilden. Dabei werden im Gegensatz zu vielen anderen Optionsscheinen die Rechte an den Dividenden der jeweiligen Basiswerte mit abgebildet.
Die Aktien eines Unternehmens, das zum Beispiel in Frankfurt gelistet ist, sind ohne entsprechende Zulassung samt englischem Wertpapierprospekt nicht einfach in Luxemburg handelbar. Anstatt diese Aktien nun in Luxemburg ordentlich zuzulassen, kann eine Bank mit Vertriebszulassung in Luxemburg auch dort Zertifikate emittieren, die den Aktienkurs des Basiswertes – hier des in Frankfurt gelisteten Unternehmens – 1 zu 1 abbilden (samt Dividendenanspruch). Die Emission eines solchen Zertifikats ist wesentlich einfacher als die Zulassung der direkten Aktien, wodurch dieser Weg oft attraktiv ist (jedoch mit zunehmender Harmonisierung der europäischen Richtlinien zunehmend an Attraktivität verliert).